# Chyrowa (góra)
Chyrowa (t. Magura; 694 m) – zalesiony szczyt w paśmie Beskidu Dukielskiego we wschodniej części Beskidu Niskiego.
U podnóża Chyrowej, po stronie zachodniej, leży miejscowość o tej samej nazwie.

## Szlaki piesze
- Dukla – zbocza Chyrowej (połączenie z czerwonym  Głównym Szlakiem Beskidzkim)
- Główny Szlak Beskidzki na odcinku Chyrowa – Nowa Wieś (powiat krośnieński)